# Andy Adams (escriptor)
Andy Adams   (comtat de Whitley, 3 de maig de 1859 - Colorado Springs, 26 de setembre de 1935) va ser un escriptor americà de ficció sobre l'oest americà.
Andy Adams va néixer a Indiana. Els seus pares eren Andrew i Elizabeth (Elliott) Adams. De nen els va ajudar amb el bestiar i cavalls a la granja familiar. Durant la dècada de 1880 es va traslladar a Texas, on va romandre durant 10 anys, passant gran part del temps en la conducció de bestiar en els circuits de l'oest. En 1890 es va intentar treballar com un home de negocis, però l'empresa va fracassar, pel que va tractar d'extreure or a Colorado i Nevada. En 1894, es va establir a Colorado Springs, on va viure fins a la seva mort.
Va començar a escriure a l'edat de 43 anys, la publicació del seu llibre més reeixit, The Log of a Cowboy, el 1903. Els seus altres treballs inclouen A Texas Matchmaker (1904), The Oulet (1905), Cattle Brands (1906), Reed Anthony, Cowman: An Autobiography (1907), Wells Brothers (1911), i The Ranch on the Beaver (1927).